# Aldo Pellegrini
Aldo Pellegrini (Bologna, 28 agosto 1888 – Cartosio, 7 dicembre 1940) è stato un generale e aviatore italiano, veterano della grande guerra, dove fu decorato con due medaglie d'argento e una di bronzo al valor militare. Transitato dalla Regia Marina alla neocostituita Regia Aeronautica, partecipò alle crociere aeree organizzate da Italo Balbo e per questo venne insignito della medaglia d'oro al valore aeronautico. Concluse la carriera militare col grado di generale di squadra aerea; morì in un incidente aereo, il 7 dicembre 1940, in cui trovò la morte anche il generale d'armata Pietro Pintor.

## Biografia
Nacque a Bologna il 28 agosto 1888 e si arruolò nella Regia Marina nel 1908, entrando nella Regia Accademia Navale di Livorno. Uscitone con il grado di guardiamarina nel 1910, tra il 1911 e il 1912 prese parte alla guerra italo-turca. All'entrata in guerra del Regno d'Italia, il 24 maggio 1915, ricopriva il grado di tenente di vascello. Appassionatosi al mondo dell'aviazione, frequentò la Scuola Navale di Aeronautica di Taranto, ottenrnfo il brevetto di pilota di idrovolanti. nel giugno dello stesso anno. Durante il conflitto ricopri svariati incarichi ed ebbe il comando di alcune squadriglie che operavano alle dipendenze della Regia Marina, distinguendosi per coraggio, freddezza ed abilità tecnica.
Nella primavera 1917 era al comando della 258ª Squadriglia dotata di FBA Type H, imbarcata sulla nave appoggio idrovolanti Europa, passando nel giugno dello stesso anno alla 253ª Squadriglia, di cui, dal 5 agosto successivo, assunse il comando.
Dal 19 gennaio 1918 comandò la 264ª Squadriglia di stanza ad Ancona, dotata di FBA. Il 3 giugno dello stesso anno due matrosen (marò) austroungarici di origine italiana decisero di disertare e trafugarono un idrovolante Lohner L, con cui attraversarono in volo il Mare Adriatico, ammarando nelle vicinanze di Fano. Avvistato dal personale del 2° Treno Armato, l'aereo fu identificato e catturato insieme all'equipaggio. Dalla Stazione Idrovolanti di Ancona egli venne celermente inviato sul posto, a mezzo idrovolante FBA, insieme al sottotenente di vascello Alberto Briganti, con il compito di recuperare il velivolo. Al termine del conflitto risultava decorato con due Medaglie d'argento e una di bronzo al valor militare.
Nel 1924, quando aveva raggiunto il grado di capitano di corvetta, decise di transitare in forza alla neocostituita Regia Aeronautica.
Nel marzo del 1925 venne promosso al grado di tenente colonnello e nel giugno del 1926 divenne Capo di gabinetto del Ministro dell'aviazione, ricoprendo tale incarico fino all'ottobre del 1929. Nel luglio 1927 divenne colonnello a scelta e dal 24 aprile al 7 maggio prese parte ad un volo d'ispezione nel Mediterraneo, effettuato con Italo Balbo ed il motorista Ettore Alberi. 
Nel 1929 prese parte, in qualità di comandante, alla Crociera Aerea del Mediterraneo Orientale dal 5 giugno al 19 giugno. Il generale di divisione aerea Francesco De Pinedo ebbe la “superiore direzione” della crociera, mentre Italo Balbo si riservò il comando politico della formazione.
Nel settembre 1929. fu promosso al grado di generale di brigata aerea, e dal 25 maggio del 1931, dopo la morte di Umberto Maddalena, assunse l'incarico di comandante della nuova Scuola di Navigazione Aerea di Alto Mare (NADAM) di Orbebello, e in questa veste collaborò alla realizzazione della Crociera aerea Italia-Brasile (17 dicembre 1930-15 gennaio 1931). Tra il 1º luglio ed il 12 agosto 1933. prese parte, in qualità di vicecomandante, alla Crociera aerea del Decennale organizzata dal Ministro dell'Aviazione Balbo che, partendo da Roma, toccò Chicago e New York. In questa occasione, in qualità di primo pilota, condusse personalmente un idrovolante Savoia-Marchetti S.55X. appartenente alla II Squadriglia “Nera Cerchiata”.
Nel corso di quell'anno sostituì Manlio Molfese come capo-divisione alla testa della Direzione dell'Aviazione Civile del Ministero dell'Aeronautica (Civilavia).
In vista dell'entrata in guerra del Regno d'Italia, il 16 maggio del 1940 assunse l'incarico di comandante della 3ª Squadra aerea con Quartier generale a Roma. Dopo la sconfitta della Francia e la firma dell'armistizio di Villa Incisa, il 26 giugno assunse l'incarico di Vicepresidente della Commissione Italiana d'Armistizio con la Francia (CIAF), carica che mantenne fino alla data della sua morte.
Il 28 giugno partecipò alla prima riunione della Commissione Armistiziale, in cui vennero create delle sotto-commissioni incaricate di affrontare le questioni generali e le questioni relative alle forze armate dell'esercito, della marina e dell'aeronautica francesi. Il 20 luglio del 1940 venne elevato al rango di generale di squadra aerea.  Il 7 dicembre 1940 egli decollò da Roma a bordo di un aereo Savoia-Marchetti S.79 Sparviero, in compagnia del generale designato d'armata Pietro Pintor, per raggiungere la sede della Commissione che si trovava a Torino. Il velivolo precipitò a Cartosio, al confine tra le province di Savona ed Alessandria, causando la morte dell'equipaggio e di tutti i passeggeri.
Il Comune di Latina ha intitolato una strada in sua memoria nel Rione Piccarello.

## Onorificenze

### Pubblicazioni
- Diane Grillère, L'occupation italienne en France de 1940 à 1943: Administration, souveraineté, rivalités, in Diacronie: Studi di Storia Contemporanea, n. 4, Bologna, marzo 2010,  pp. 1-19, ISSN 2038-0925.
- Ovidio Ferrante, La Crociera Aerea del Mediterraneo Orientale, in Rivista Aeronautica, n. 3, Roma, Stato Maggiore dell'Aeronautica Militare, 2003,  pp. 94-101.
- Il Raid “Roma-Chicago-New York-Roma” della Seconda Squadra Aerea Atlantica, in Cielo. Uomini, Macchine e Avventure di volo, n. 14, Roma, Arti Grafiche “Nemi”, luglio 1954,  p. 2.
- Mentre si svolge il volo dall'Italia al Brasile. Alcuni cenni sugli equipaggi, in L'Ala d'Italia, n. 1, Roma, Edizioni Italiane Aeronautiche, gennaio 1931,  pp. 10-29.
- La Crociera Aerea del Decennale, in L'Ala d'Italia, n. 7/8, Milano, Regio Aero Club d'Italia, luglio-agosto 1933,  p. 49.

### Annotazioni
1. ↑  Il Lohner “L.127” trascorse il resto della guerra negli hangar di Ancona e, successivamente recuperato, è oggi esposto presso il Museo Storico dell'Aeronautica Militare italiana di Vigna di Valle.
2. ↑  Due idrovolanti effettuarono una crociera di migliaia di chilometri nel Mediterraneo centrale, come preludio alle altre due importanti crociere “di massa”: quella del Mediterraneo Occidentale (1928) con 60 idrovolanti e quella del Mediterraneo Orientale (1929), con 41 velivoli.
3. ↑  Alla Crociera parteciparono 32 S.55, 3 Savoia-Marchetti S.59bis e un CANT 22 che, decollati da Taranto, toccarono Atene, Istanbul, Varna, Odessa, Costanza,Istanbul, Atene, Taranto e arrivarono ad Orbetello, dopo aver percorso 5.300 km.
4. ↑  La mancata assegnazione del comando a De Pinedo, al quale fu preferito Pellegrini, portò alla definitiva rottura dei rapporti tra Balbo e lo stesso De Pinedo.
5. ↑  Si trattava dell'S.55X I-PELL, il cui equipaggio era composto da Pellegrini, dal capitano Guido Bonini, dal sergente motorista Alberi e dal Maresciallo radiotelegrafista Pifferi.
6. ↑  Gli altri passeggeri erano: Col. Pil. Attilio Corti, Magg. Cesare Quinto, Cap. Pil. Giuseppe Cadel, M.llo 2º cl. Ettore Alberi, Serg. Magg. Paolo Cinti.

### Fonti
1. 1 2 3 4 5 6 7 8 9 10 11  L'Ala d'Italia n.7/8, luglio-agosto 1933, p. 49.
2. 1 2  Antonellini 2008, p. 140.
3. 1 2 3 4 5  Ferrante 2003, p. 97.
4. 1 2  Colombini 1933, p. 39.
5. ↑  Colombini 1933, p. 403.
6. ↑  Cielo n.14, luglio 1954, p. 16.
7. 1 2 3  Colombini 1933, p. 15.
8. ↑  Ferrari, Garello 2004, p. 72.
9. 1 2  Dunning 2000, p. 4.
10. ↑  Grillère 2010, p. 8.
11. ↑  Grillère 2010, p. 9.
12. ↑  Bollettino Ufficiale 1933, supl. 4, pag.7.
13. ↑  Trotta 1978, p. 103.
14. ↑  Gazzetta Ufficiale del Regno d'Italia n.80 del 6 aprile 1932.
15. ↑  Gazzetta Ufficiale del Regno d'Italia n.103 del 1º maggio 1934.